# Communauté de communes des Coteaux de Randan
La communauté de communes des Coteaux de Randan est une ancienne communauté de communes française, située dans le département du Puy-de-Dôme en région Auvergne-Rhône-Alpes.

## Historique
La communauté de communes a été créée par un arrêté préfectoral du 15 septembre 2000.
Le projet de schéma départemental de coopération intercommunale (SDCI) du Puy-de-Dôme proposait la fusion avec les communautés de communes Limagne Bords d'Allier et Nord Limagne. Ces trois intercommunalités réunies, formant 25 communes et 20 102 habitants (population municipale INSEE de 2012) permettent d'atteindre le seuil de 15 000 habitants requis par la loi no 2015-991 du 7 août 2015 portant nouvelle organisation territoriale de la République.
Adopté en mars 2016, le SDCI ne modifie pas ce périmètre. La fusion est prononcée par l'arrêté préfectoral du 13 décembre 2016 ; la nouvelle intercommunalité prend le nom de « Plaine Limagne ».

### Présidents
Elle a connu deux présidents :
| Période | Période  | Identité        | Étiquette | Qualité                                   |
| ------- | -------- | --------------- | --------- | ----------------------------------------- |
| 2000    | 2001     | Marcel Pironin  |           | Ancien maire de Saint-Sylvestre-Pragoulin |
| 2001    | En cours | Didier Chassain |           | Maire de Mons                             |

## Territoire communautaire

### Géographie
La communauté de communes des Coteaux de Randan est située au nord-est du département du Puy-de-Dôme. C'est l'une des trois intercommunalités puydômoises du pays Vichy-Auvergne, s'articulant entre les agglomérations de Clermont-Ferrand – Riom d'une part et Vichy d'autre part. Elle jouxte les communautés de communes entre Allier et Bois Noirs au sud-est, Limagne Bords d'Allier au sud, Nord Limagne à l'ouest, et avec le département limitrophe de l'Allier, la communauté d'agglomération de Vichy Val d'Allier au nord-est.
Les principaux axes routiers sont :
- la route départementale 1093, ancienne route nationale assurant la liaison entre les agglomérations vichyssoise et clermontoise, et desservant du nord vers le sud Beauvezet (commune de Saint-Sylvestre-Pragoulin), Randan et Jussat (commune de Randan) ;
- la route départementale 210, reliant Clermont-Ferrand à Randan, traversant notamment les communes de Saint-Clément-de-Régnat et de Villeneuve-les-Cerfs ;
- la RD 223, en direction de Bas-et-Lezat puis Aigueperse ;
- la RD 59, reliant Randan à Ris-Gare en desservant des lieux-dits de Saint-Priest-Bramefant (dont Le Guérinet) ;
- la RD 93, reliant Randan à Saint-Sylvestre-Pragoulin et desservant dans une moindre mesure le nord du département du Puy-de-Dôme au-delà des limites communautaires au nord d'Aigueperse ; la RD 434 continuant vers le sud de l'agglomération vichyssoise. Le contournement sud-ouest de Vichy passe au nord-est de la communauté de communes, sur les communes de Saint-Sylvestre-Pragoulin et de Saint-Priest-Bramefant.

### Composition
L'intercommunalité comprend huit communes, toutes situées dans l'arrondissement de Riom et le canton de Randan avant le redécoupage des cantons du département de 2014. Depuis les élections départementales, ces communes appartiennent au canton de Maringues.
| Nom                            | Code Insee | Gentilé         | Superficie (km2) | Population (dernière pop. légale) | Densité (hab./km2) |
| ------------------------------ | ---------- | --------------- | ---------------- | --------------------------------- | ------------------ |
| Saint-Priest-Bramefant (siège) | 63387      | Saint-Priestois | 19,06            | 887 (2014)                        | 47                 |
| Bas-et-Lezat                   | 63030      |                 | 12,59            | 303 (2014)                        | 24                 |
| Beaumont-lès-Randan            | 63033      |                 | 5,99             | 277 (2014)                        | 46                 |
| Mons                           | 63232      |                 | 13,82            | 510 (2014)                        | 37                 |
| Randan                         | 63295      | Randannais      | 15,65            | 1 573 (2014)                      | 101                |
| Saint-Clément-de-Régnat        | 63332      | Clémentins      | 15,00            | 539 (2014)                        | 36                 |
| Saint-Sylvestre-Pragoulin      | 63400      | Pragoulinois    | 23,81            | 1 083 (2014)                      | 45                 |
| Villeneuve-les-Cerfs           | 63459      | Villeneuvois    | 9,89             | 534 (2014)                        | 54                 |

### Démographie
| 1968  | 1975  | 1982  | 1990  | 1999  | 2008  | 2013  |
| ----- | ----- | ----- | ----- | ----- | ----- | ----- |
| 4 080 | 4 191 | 4 469 | 4 674 | 4 646 | 5 235 | 5 681 |

| Hommes | Classe d’âge | Femmes |
| ------ | ------------ | ------ |
| 0,4    | 90 ans ou +  | 2      |
| 7,6    | 75 à 89 ans  | 9,8    |
| 16,5   | 60 à 74 ans  | 15,8   |
| 21,7   | 45 à 59 ans  | 18,8   |
| 21,4   | 30 à 44 ans  | 20,5   |
| 13,3   | 15 à 29 ans  | 13,8   |
| 19,1   | 0 à 14 ans   | 19,4   |

| Hommes | Classe d’âge | Femmes |
| ------ | ------------ | ------ |
| 0,5    | 90 ans ou +  | 1,5    |
| 7      | 75 à 89 ans  | 10,6   |
| 16     | 60 à 74 ans  | 16,6   |
| 20,8   | 45 à 59 ans  | 20,1   |
| 19,5   | 30 à 44 ans  | 18,1   |
| 19     | 15 à 29 ans  | 17,5   |
| 17,1   | 0 à 14 ans   | 15,6   |

## Politique et administration

### Siège
La communauté de communes siège à la mairie de Saint-Priest-Bramefant.

### Les élus
La communauté de communes est gérée par un conseil communautaire composé de 27 membres représentant chacune des communes membres et élus habituellement pour une durée de six ans.
Ils sont répartis comme suit :
| Nombre de délégués | Communes                                          |
| ------------------ | ------------------------------------------------- |
| 7                  | Randan                                            |
| 4                  | Saint-Priest-Bramefant, Saint-Sylvestre-Pragoulin |
| 3                  | Saint-Clément-de-Régnat, Villeneuve-les-Cerfs     |
| 2                  | Bas-et-Lezat, Beaumont-lès-Randan, Mons           |

### Présidence
En 2014, le conseil communautaire a réélu son président, Didier Chassain, et nommé ces cinq vice-présidents : Éric Gold, Jean-Jacques Mathillon, Jean-Claude Paput, Serge Geoffroy et Taoufik Achour.
Ils forment ensemble l'exécutif de l'intercommunalité pour le mandat 2014-2020. En pratique, la Communauté de Communes ayant fusionné avec d'autres au sein de Plaine Limagne à la suite de la loi NOTRe, ce mandat s'est arrêté en 2017.

### Compétences
L'intercommunalité exerce des compétences qui lui sont déléguées par les communes membres.
Les deux compétences obligatoires pour toute communauté de communes sont le développement économique et l'aménagement de l'espace.

### Régime fiscal et budget
La communauté de communes est soumise au régime de la fiscalité professionnelle unique. Elle offre un potentiel fiscal de 538 218 €, ce qui, rapporté à la population de la dotation globale de fonctionnement (DGF) de 6 003 habitants, revient à 89,66 euros par habitant.
La communauté de communes a voté pour l'exercice 2015 les taux suivants : taxe d'habitation 9,09 %, foncier bâti 0,356 %, foncier non bâti 4,91 %, cotisation foncière des entreprises 23,24 %.

## Projets et réalisations
- Gîte d'entreprises dans la zone d'activités de Lhérat, à Randan[Off 4].
- Maison des services, à Randan[Off 4].

Réalisations : aire d'accueil des gens du voyage, adhésion au pays Vichy-Auvergne, schéma de développement éolien, adhésion à l'office de tourisme Riom Limagne, etc.

### Site officiel
1. 1 2  « Présentation » (consulté le 3 décembre 2015).
2. ↑  « Organigramme politique » [PDF] (consulté le 27 février 2015).
3. ↑  « Les élus et les services » (consulté le 3 décembre 2015).
4. 1 2  « Projets de la Communauté de Communes » (consulté le 3 décembre 2015).
5. ↑  « Les Réalisations de la Communauté de Communes » (consulté le 3 décembre 2015).

### Autres références
1. 1 2 3  « Projet de schéma départemental de coopération intercommunale (SDCI) – Département du Puy-de-Dôme » [PDF], Préfecture du Puy-de-Dôme, octobre 2015 (consulté le 6 juillet 2016).
2. ↑  « Schéma départemental de coopération intercommunale (SDCI) – Département du Puy-de-Dôme » [PDF], Préfecture du Puy-de-Dôme, 30 mars 2016 (consulté le 6 juillet 2016).
3. ↑  Direction des collectivités territoriales et de l'environnement – Bureau du contrôle de légalité – Intercommunalité, « ARRÊTÉ prononçant la fusion des communautés de communes « des Côteaux de Randan » (sic), « Limagne Bords d'Allier » et « Nord Limagne » à compter du 1er janvier 2017 » [PDF], Recueil des actes administratifs no 63-2016-065, Préfecture du Puy-de-Dôme, 23 décembre 2016 (consulté le 23 décembre 2016), p. 176-185.
4. 1 2  Carte de la communauté de communes et des structures intercommunales voisines sur Géoportail.
5. ↑  « Séries historiques des résultats du recensement - EPCI de La CC des Coteaux de Randan (246301121) », Insee (consulté le 6 juillet 2016).
6. ↑  « Chiffres clés Évolution et structure de la population - EPCI de la CC des Coteaux de Randan (246301121) », Insee (consulté le 6 juillet 2016).
7. ↑  « Chiffres clés Évolution et structure de la population - Département du Puy-de-Dôme (63) », Insee (consulté le 6 juillet 2016).
8. ↑  Direction des collectivités territoriales et de l'environnement - Bureau du contrôle et de la légalité - Intercommunalité, « ARRÊTÉ no 13/01893 du 27 septembre 2013 constatant le nombre total de sièges que comptera l'organe délibérant de la communauté de communes des Coteaux de Randan ainsi que celui attribué à chaque commune membre lors du prochain renouvellement général des conseils municipaux » [PDF], Recueil des actes administratifs 2013-71, Préfecture du Puy-de-Dôme, 8 octobre 2013 (consulté le 22 mars 2016), p. 3675-3676 (8-9 sur le PDF).